# Cormot-le-Grand
Cormot-le-Grand korábbi község (település) Franciaországban, Côte-d’Or megyében. 2017. január 1-jén Vauchignon községgel egyesült és Cormot-Vauchignon új község része lett.
Lakosainak száma 149 fő (2013). Cormot-le-Grand Santosse, La Rochepot, Vauchignon, Aubigny-la-Ronce és Nolay községekkel határos.

## Népesség
A település népességének változása:

| 2013 | 149 |